# Gradeertorens van Ciechocinek

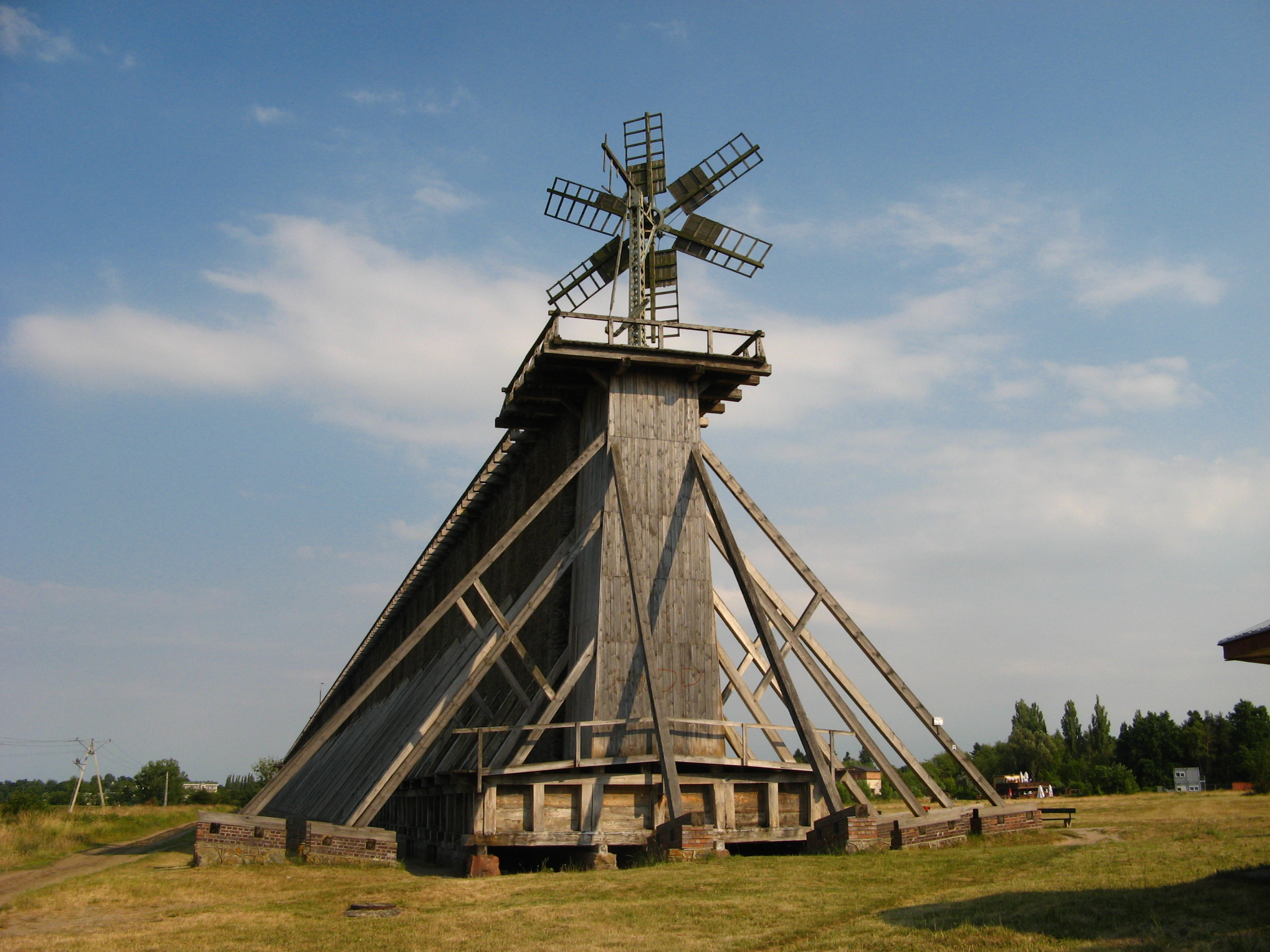
Gradeertoren 2 met muur.

De gradeertorens van Ciechocinek vormen een complex van gradeerwerken in Ciechocinek, Polen. 
Het complex bestaat uit drie torens met houten muren van een lengte van in totaal 1740 meter. Het complex is in de tweede helft van de negentiende eeuw gebouwd. Elke toren is 15,8 meter hoog. Het complex ligt in een hoefijzervorm. De torens worden gevoed door een bron die pekel levert met een zoutgehalte van 5,8%. 
De torens en muren zijn gebouwd van eikenhouten palen met een beschot van naaldhout. Ze zijn gevuld met bossen sleedoorntakken. 
De gradeertorens worden vooral bezocht door bezoekers van het nabijgelegen kuuroord.